# Clava Cairn von Delfour
Der Clava Cairn von Delfour (auch Easter Delfair oder Easter Delfour genannt) ist ein Clava Cairn
nahe der Autobahn A9 am Rand einer natürlichen Terrasse mit Blick über das Schwemmland des Flusses Spey in East Delfour südwestlich von Aviemore in den Highlands in Schottland.
Der Clava Cairn besteht aus einem äußeren Randsteinring von etwa 18,0 m Durchmesser, aus bis zu 1,2 m hohen Felsbrocken und einem sorgfältig gebauten ovalen inneren Ring von 6,4 auf 7,0 m aus Steinen von 0,45 bis 0,9 m Höhe. Außerhalb der Randsteinringe befindet sich ein Bereich mit kleinen Steinen (ursprüngliches Merkmal, das jedoch durch Lesesteine vergrößert wurde). Es ist nur sehr wenig Steinmaterial vom eigentlichen Cairn vorhanden. Im Südwesten der äußeren Randsteinkante steht ein 2,65 m hoher und 1,55 m breiter Monolith und nördlich davon liegt eine 2,4 m lange Platte; diese können die Überreste des umgebenden Kreises von etwa 32,0 m Durchmesser sein.